# Tchula
Tchula és una població dels Estats Units a l'estat de Mississipi. Segons el cens del 2000 tenia 2.332 habitants.

## Demografia
Segons el cens del 2000, Tchula tenia 2.332 habitants, 724 habitatges, i 524 famílies. La densitat de població era de 647,8 habitants per km².
Dels 724 habitatges en un 38,1% hi vivien nens de menys de 18 anys, en un 21,4% hi vivien parelles casades, en un 45,4% dones solteres, i en un 27,5% no eren unitats familiars. En el 25,1% dels habitatges hi vivien persones soles el 8,8% de les quals corresponia a persones de 65 anys o més que vivien soles. El nombre mitjà de persones vivint en cada habitatge era de 3,22 i el nombre mitjà de persones que vivien en cada família era de 3,92.
Per edats la població es repartia de la següent manera: un 37,9% tenia menys de 18 anys, un 13% entre 18 i 24, un 25,1% entre 25 i 44, un 14,7% de 45 a 60 i un 9,4% 65 anys o més.
L'edat mediana era de 24 anys. Per cada 100 dones de 18 o més anys hi havia 71,5 homes.
La renda mediana per habitatge era d'11.571 $ i la renda mediana per família de 14.773 $. Els homes tenien una renda mediana de 22.250 $ mentre que les dones 16.310 $. La renda per capita de la població era de 6.373 $. Entorn del 49,4% de les famílies i el 54,4% de la població estaven per davall del llindar de pobresa.

## Poblacions més properes
El següent diagrama mostra les poblacions més properes.